# ماركوس هايسليب
ماركوس هايسليب (بالإنجليزية: Marcus Haislip)‏ مواليد 22 ديسمبر 1980 في لويسبورغ، هو لاعب كرة سلة أمريكي بدأ مسيرته الاحترافية في سنة 2002 يلعب في الدوري التركي لكرة السلة ويحمل الرقم 24. يبلغ طوله 6 قدم 10 بوصة (2.1 م).

## فرق لعب لها
- ميلووكي باكز
- إنديانا بايسرز
- بالونكيستو مالقا
- سان أنطونيو سبرز
- ساسكي باسكونيا
- غوانغدونغ ساوثرن تايغرز
- فوشان دراليونز

## روابط خارجية
- ماركوس هايسليب على موقع الدوري الأوروبي لكرة السلة (الإنجليزية)
- ماركوس هايسليب على موقع إن بي أي (الإنجليزية)
- ماركوس هايسليب على موقع سبورتس رفرنس (الإنجليزية)
- ماركوس هايسليب على موقع الدوري الإسباني لكرة السلة (الإسبانية)
- ماركوس هايسليب على موقع كرة السلة الأوروبية.كوم (الإنجليزية)
- ماركوس هايسليب على موقع كلية كرة السلة في سبورتس رفرنس.كوم (الإنجليزية)
- ماركوس هايسليب على موقع ريلجم (الإنجليزية)
- ماركوس هايسليب على موقع بروبوليرز (الإنجليزية)
- ماركوس هايسليب على موقع سبورتس رفرنس (الإنجليزية)